# Sebastiano Paoli (medico)
Sebastiano Paoli (o Sebastiano Pauli; Lucca, 1º aprile 1720 – Lucca, 6 aprile 1796) è stato un medico ed enciclopedista italiano.

## Biografia
Nacque a Lucca, all'epoca capitale dell'omonima repubblica aristocratica, da Pietro Paoli, un noto e apprezzato medico. Sebastiano Paoli fece con profitto studi di medicina, chirurgia, chimica e botanica nelle Università di Pisa, Bologna, Montpellier e Parigi. A Bologna, dove risiedette tra il 1743 e il 1744, fu allievo del Beccari, e scrisse una lezione accademica sulla struttura del cervello e del cuore che fu molto apprezzata. A Montpellier ebbe notizia della Variolizzazione, la pratica consistente nell'inoculazione di materiale infettante, prelevato da una persona affetta da vaiolo in forma lieve, allo scopo di provocare una forma clinica attenuata della pericolosa malattia vaiolosa. Sebastiano Paoli partecipò allo sforzo di propaganda a favore dell'innesto, allora al centro di accesi dibattiti medici, con ovvie ricadute ideologiche e politico-amministrative, con una relazione stampata nel 1762, solo un anno dopo l'opera dell'antesignano fiorentino Saverio Manetti. Sulla variolizzazione Paoli intrattenne una corrispondenza col medico fiorentino Giovanni Targioni Tozzetti il quale, a sua volta, scrisse poi attorno al 1758 una «Relazione d’alcuni innesti di vaiuoli fatti in Lucca dal sig. dott. Sebastiano Paoli».

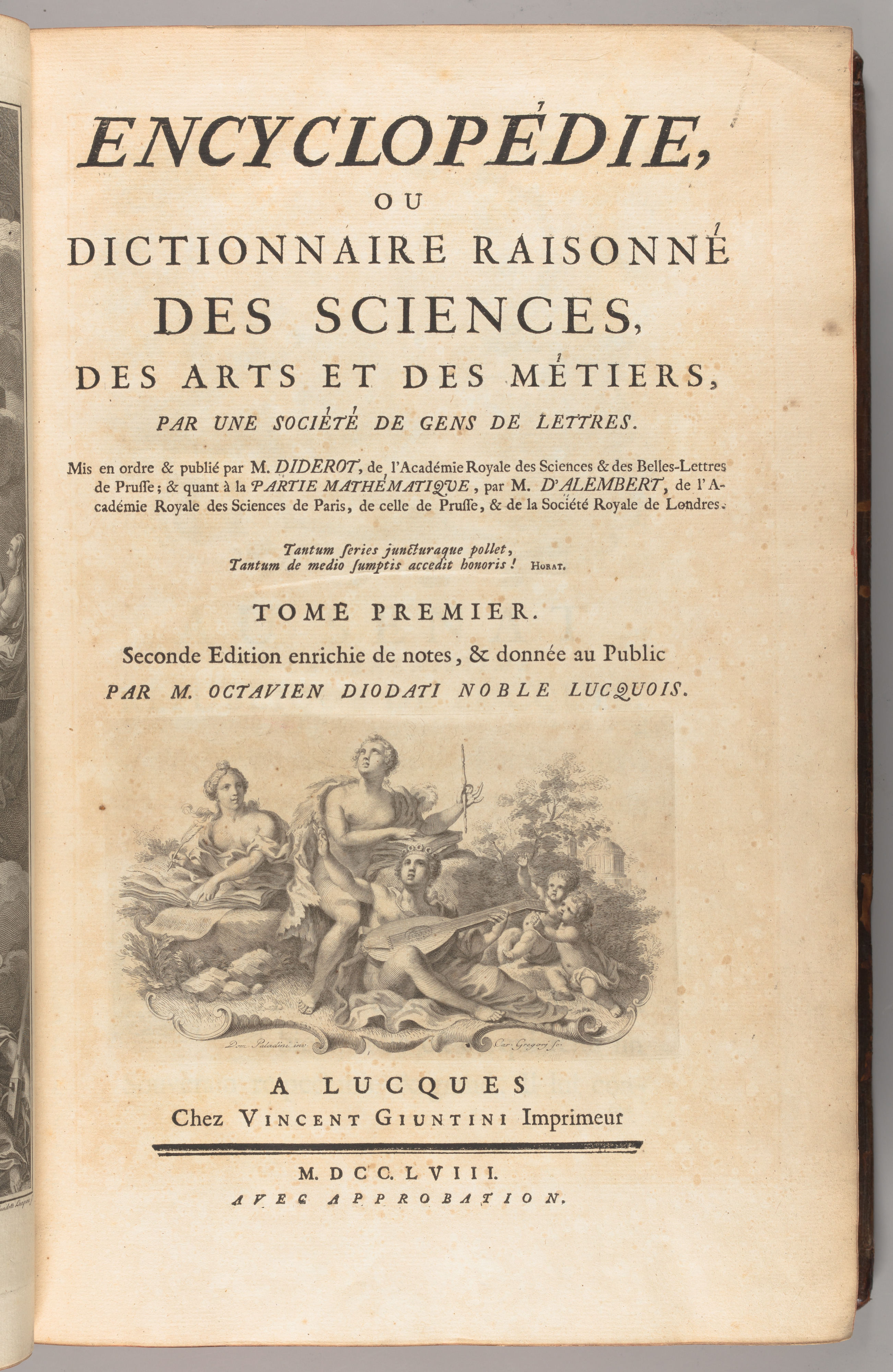
Frontespizio del tomo primo dell'edizione lucchese dell'Encyclopédie (1758)

Nel 1756 Sebastiano Paoli ebbe la direzione dell'edizione lucchese dell'Encyclopédie pubblicata dal 1751 da Diderot e d’Alembert; l'edizione lucchese fu pubblicata dallo stampatore Vincenzo Giuntini in 17 volumi, più altri 11 volumi di tavole. Parteciparono a questa impresa Ottaviano Diodati e Carlantonio Giuliani, ai quali nel maggio 1756 si aggiunsero altri sottoscrittori e nel novembre 1757 fu associato alla direzione anche Giovanni Attilio Arnolfini. Caratteristica dell'edizione italiana è inoltre la presenza a margine di annotazioni additive e correttive. A Sebastiano Paoli si devono le annotazioni a 38 articoli, quasi tutte relative a studi italiani non registrati adeguatamente dagli autori francesi.
Sebastiano Paoli fu socio di varie accademie, fra cui l'Accademia delle scienze dell'Istituto di Bologna: nel febbraio del 1773,  Sebastiano Canterzani, segretario dell'Accademia delle Scienze dell'Istituto di Bologna, scriveva a Paoli per comunicargli la sua cooptazione come socio dell'Accademia, cosa di cui egli fu molto fiero e grato. Per i suoi meriti scientifici fu annoverato anche tra i soci dell'Accademia berlinese dei Curiosi della natura, l'Accademia dell'Arcadia, dell'Accademia lucchese di scienze, lettere e arti, dell'Accademia di Storia ecclesiastica di Lucca e dell'Accademia degli Oscuri di Lucca.

## Opere
- Sebastiano Pauli, Relazione di due inoculazioni di vajuolo fatte in Lucca nei figli del Sig. Marchese Francesco Lucchesini distesa dal D. Sebastiano Pauli, Lucca, Vincenzo Giuntini, 1762, SBN REAE000715.
- (LA) Sebastiano Paoli, Rara paralysis usu thermarum lucensium plane sanata, Lucae, typis Joannis Riccomini, 1772, SBN LIAE016079.